# Gabriel Victoria
Gabriel Antonio Victoria Camarena (* 18. April 1973) ist ein ehemaliger panamaischer Fußballschiedsrichterassistent.
Von 2008 bis 2019 stand Victoria auf der Liste der FIFA-Schiedsrichter und war an der Spielleitung internationaler Fußballspiele beteiligt, unter anderem im CONCACAF Champions Cup.
Beim Gold Cup 2017 in den USA war er bei drei Spielen im Einsatz, darunter beim Halbfinale zwischen Mexiko und Jamaika (0:1).
Als Assistent von John Pitti wurde Victoria für die Weltmeisterschaft 2018 in Russland nominiert; die beiden blieben jedoch ohne Spielleitung als Schiedsrichtergespann.
Zudem war Victoria unter anderem Schiedsrichterassistent bei der U-20-Weltmeisterschaft 2015 in Neuseeland, bei der Copa América Centenario 2016 in den USA, bei der U-17-Weltmeisterschaft 2017 in Indien, in der südamerikanischen WM-Qualifikation sowie bei diversen Qualifikations- und Freundschaftsspielen.